# کاناکو ایتو
کاناکو ایتو (انگلیسی: Kanako Ito؛ زادهٔ ۲۰ ژوئیهٔ ۱۹۸۳) بازیکن فوتبال است که در تیم ملی فوتبال زنان ژاپن بازی کرده‌است.
ایتو در جام ملتهای زنان آسیا ۲۰۰۱ که تیم ژاپن موفق به دریافت مدال نقره در این تورنومنت‌ها شد به همراه این تیم بود و برای این تیم بازی می‌کرد.
وی همچنین در تیم‌های ملی فوتبال زیر ۲۰ سال ژاپن زنان ژاپن بازی کرده‌است.